# زائوربک سوخیف
زائوربک سوخیف (به آسی: Зауырбег Сохиты؛ به روسی: Заурбе́к Со́хиев؛ زادهٔ ۱ ژوئن ۱۹۸۶) کشتی‌گیر پیشین آسی‌تبار کشور ازبکستان است که در دستهٔ ۸۴ کیلوگرم کشتی آزاد رقابت کرده است. سوخیف برندهٔ یک مدال طلا (۲۰۰۹)، یک نقره (۲۰۱۰) و دو برنز (۲۰۰۶، ۲۰۰۷) از مسابقات قهرمانی کشتی جهان و همچنین دارندهٔ یک مدال نقره بازی‌های آسیایی (۲۰۰۶) است. او در المپیک ۲۰۰۸ پکن و المپیک ۲۰۱۲ لندن رقابت کرد که به ترتیب با شکست برابر گئورگی کتویف و آنزور اوریشف از روسیه از کسب مدال بازماند.